# USS English (DD-696)
O USS English (DD-696) foi um Destroyer norte-americano que serviu durante a Segunda Guerra Mundial.

## Comandantes
| Comandante              | Data                  |
| ----------------------- | --------------------- |
| Cdr. James Thomas Smith | 4 de Maio de 1944 -?? |